# Namwanga
Namwanga ist ein Verwaltungsbezirk (englisch Ward) des Distrikts Masasi in der tansanischen Region Mtwara.

## Geografie
Namwanga liegt im Südosten von Tansania etwa 25 Kilometer Luftlinie östlich der Distrikthauptstadt Masasi.  Der Bezirk grenzt im Nordwesten und Norden an Mpindimbi, im Osten an Mnyambe, im Südosten an Mkululu und im Südwesten an Mijelejele. Bei der Volkszählung 2022 lebten 4886 Menschen in 1562 Haushalten auf einer Fläche von 62 Quadratkilometern.